# Archiwum (album)
Archiwum – drugi album zespołu WC zawierający archiwalne nagrania dokonane w Miejskim Ośrodku Kultury w Miastku w 1984. Album pierwotnie wydany na kasecie przez wytwórnię Gold Rock. W 2005 wytwórnia Jimmy Jazz Records dokonała reedycji materiału na CD uzupełniając go bonusami w postaci utworów pochodzących z koncertów.

## Lista utworów
1. "Twoja–wasza wojna"
2. "My Punk Song"
3. "Nie chcę jeszcze umierać"
4. "Wy-liczenia"
5. "... Społeczeństwo"
6. "Agitator nr 1"
7. "T–34"
8. "Zagłada"
9. "Dobranoc dla wybranych"
10. "Regulamin"
11. "Ingerencja"
12. "Position"
13. "Zdyscyplinowany, mały, szary człowiek"
14. "Czerwone spódnice"
15. "Młoda Generacja"
16. "Roz MO wa"
17. "Agresja"

CD (Jimmy Jazz Records 2005):
1. "Młoda Generacja (wersja)"
2. "Masturbacja (live)"
3. "Łazienka (live)"
4. "Walka o przetrwanie (live)"
5. "Do domu wrócimy (live)"
6. "... Społeczeństwo (live)"
7. "Wy-liczenia (live)"
8. "Arbeit (live)"
9. "Bez sensu (live)"
10. "Twoja–wasza wojna (live)"
11. "Jakoś nie tak (live)"
12. "Interwencje (live)"
13. "Dobranoc dla wybranych (live)"

## Skład
- Jaromir Krajewski – wokal
- Leszek Weiss – gitara, wokal
- Wiesław Wójtowicz – gitara basowa, wokal
- Maciej Kupiec – perkusja
- Janusz T. Gawroński – perkusja, wokal

Realizacja:
- Krzysztof Mierzwiński – miks i postprodukcja